# American Music Awards 1977
Die vierten American Music Awards wurden von der American Broadcasting Company (ABC) am 31. Januar 1977 ausgestrahlt. Die Veranstaltung fand im Santa Monica Civic Auditorium in Santa Monica, Kalifornien statt. Moderatoren waren Glen Campbell, Helen Reddy, Lou Rawls.

## Gewinner und Nominierte
| Kategorie                        | Gewinner                                                                                 | Nominierungen                                                                                  |
| -------------------------------- | ---------------------------------------------------------------------------------------- | ---------------------------------------------------------------------------------------------- |
| Pop/Rock Category                |                                                                                          |                                                                                                |
| Favorite Pop/Rock Male Artist    | Elton John                                                                               | Barry Manilow Peter Frampton                                                                   |
| Favorite Pop/Rock Female Artist  | Olivia Newton-John                                                                       | Helen Reddy Linda Ronstadt                                                                     |
| Favorite Pop/Rock Band/Duo/Group | Chicago                                                                                  | Eagles Earth, Wind and Fire                                                                    |
| Favorite Pop/Rock Album          | Eagles – Their Greatest Hits (1971–1975)                                                 | Peter Frampton – Frampton Comes Alive Stevie Wonder – Songs in the Key of Life                 |
| Favorite Pop/Rock Song           | Elton John & Kiki Dee – Don’t Go Breaking My Heart                                       | The Manhattans – Kiss and Say Goodbye Wild Cherry – Play That Funky Music                      |
| Soul/R&B Category                |                                                                                          |                                                                                                |
| Favorite Soul/R&B Male Artist    | Stevie Wonder                                                                            | Lou Rawls Marvin Gaye                                                                          |
| Favorite Soul/R&B Female Artist  | Aretha Franklin                                                                          | Diana Ross Natalie Cole                                                                        |
| Favorite Soul/R&B Band/Duo/Group | Earth, Wind and Fire                                                                     | KC and the Sunshine Band The O’Jays                                                            |
| Favorite Soul/R&B Album          | Stevie Wonder – Songs in the Key of Life                                                 | Earth, Wind and Fire – Spirit Earth, Wind and Fire – That’s the Way of the World               |
| Favorite Soul/R&B Song           | Lou Rawls – You'll Never Find Another Love Like Mine Wild Cherry – Play That Funky Music |                                                                                                |
| Country Category                 |                                                                                          |                                                                                                |
| Favorite Country Male Artist     | Charley Pride                                                                            | Conway Twitty Freddy Fender                                                                    |
| Favorite Country Female Artist   | Loretta Lynn                                                                             | Dolly Parton Tanya Tucker                                                                      |
| Favorite Country Band/Duo/Group  | Conway Twitty & Loretta Lynn                                                             | George Jones & Tammy Wynette The Statler Brothers                                              |
| Favorite Country Album           | Glen Campbell – Rhinestone Cowboy                                                        | Ronnie Milsap – 20/20 Vision Willie Nelson – Red Headed Stranger                               |
| Favorite Country Song            | Willie Nelson – Blue Eyes Crying in the Rain                                             | C. W. McCall – Convoy Loretta Lynn – Somebody Somewhere (Don't Know What He's Missin' Tonight) |
| Ehrenpreis                       |                                                                                          |                                                                                                |
| Johnny Cash                      |                                                                                          |                                                                                                |